# Hoshihananomia longecaudata
Hoshihananomia longecaudata is een keversoort uit de familie spartelkevers (Mordellidae). De wetenschappelijke naam van de soort is voor het eerst geldig gepubliceerd in 1891 door de Franse entomoloog Léon Marc Herminie Fairmaire.